# 椰子比尔
椰子比尔（義大利語：Cocco Bill）是一部意大利漫畫，由Benito Jacovitti所繪，在1957年在Il Giorno dei Ragazzi上首次连载，并与2001年动画化。然后从1968年开始在Corriere dei piccoli杂志上连载，后1972年开始在Corriere dei Ragazzi连载，1987年后在Il Giornalino继续连载，后在1998年作者去世后，该作品也继续的在该杂志连载了一段时间。

## 劇情簡介
在西部，有一个骑着马的西部牛仔，他爱喝茶，并且脾气暴躁，喜欢报复嘲笑自己的人，不过他却是一个充满正义感的人，经常与坏人作斗争。
他有一匹马，这匹马会做出抽烟等行为。

## 衍生作
该作动画由Pierluigi de Mas和de Mas & Partners制作，共52集，每集13分钟，随后他们又在2004年做了该系列的第二季，共52集。
该系列动画后在2004年被引进中国，并在央视台播出过。